# Airvault (Airvault)
Airvault ist eine ehemalige französische Gemeinde mit 2.200 Einwohnern (Stand 1. Januar 2022) im Département Deux-Sèvres in der Region Nouvelle-Aquitaine. Sie gehörte zum Arrondissement Parthenay und zum Kanton Le Val de Thouet. In römischer Zeit hieß der Ort Aurea Vallis; im Mittelalter waren auch die Schreibweisen Oirevaud, Aureval, Ayrevau, Hervaut u. a. gebräuchlich.
Mit Wirkung vom 1. Januar 2019 wurde Airvault mit der Gemeinde Tessonnière zur namensgleichen Commune nouvelle Airvault zusammengelegt und hat in der neuen Gemeinde den Status einer Commune déléguée. Gleichzeitig wurde auch den früheren Gemeinden Borcq-sur-Airvault und Soulièvres, die bereits seit 1973 mit Airvault als Communes associées verbunden sind, ebenfalls der Status als Commune déléguée zuerkannt. Der Verwaltungssitz befindet sich im Ort Airvault.

## Lage
Airvault liegt am Fluss Thouet in einer Höhe von ca. 110 m ü. d. M. etwa 55 Kilometer (Fahrtstrecke) nordwestlich von Poitiers, 100 Kilometer südwestlich von Tours und 97 Kilometer südöstlich von Angers. Thouars liegt etwa 22 Kilometer nördlich.

## Bevölkerungsentwicklung
Am 1. Januar 1973 fusionierten zwei ehemals selbständige Gemeinden (Borcq-sur-Airvault und Soulièvres) mit Airvault; in den letztgenannten beiden Zahlen sind die Einwohnerzahlen der beiden Gemeinden mitberücksichtigt.
| Jahr      | 1800  | 1851  | 1901  | 1954  | 1999  | 2013  |
| Einwohner | 2.068 | 1.942 | 1.680 | 1.903 | 3.097 | 3.048 |

## Wirtschaft
Die Kleinstadt profitierte im Mittelalter von der Abtei, der Burg und von ihrer Lage am Jakobsweg; die Bewohner lebten vom Handwerk, Kleinhandel und anderen Dienstleistungen. In der Umgebung des Ortes dominierte die Landwirtschaft, zu der auch der Weinbau gehörte.

## Geschichte
In der Nähe von Airvault verlief eine alte Römerstraße, die Poitiers (Limonum) mit Angers (Juliomagus) verband. Im Vorort Soulièvres wurden die Fundamente eines gallo-römischen Landguts (villa rustica) aus dem 1. Jahrhundert n. Chr. ausgegraben. Gegen Ende des 10. Jahrhunderts wurde die Abtei St-Pierre gegründet und in der Folgezeit als Station auf einer Nebenstrecke des Jakobswegs mehr und mehr ausgebaut. Außerdem hatten die Vizegrafen von Thouars hier eine – in den Religionskriegen (1569) zerstörte – Burg. Mit dem Rückgang des Pilgerstroms nach Santiago de Compostela während und nach dem Hundertjährigen Krieg (1337–1453) bzw. den Hugenottenkriegen (1562–1598) verfiel der Ort in einen Dornröschenschlaf.

## Sehenswürdigkeiten

### Ehemalige Abteikirche St-Pierre
(Monument historique seit 1914)

### Pont de Vernay
(Monument historique seit 1868)

### Sonstige

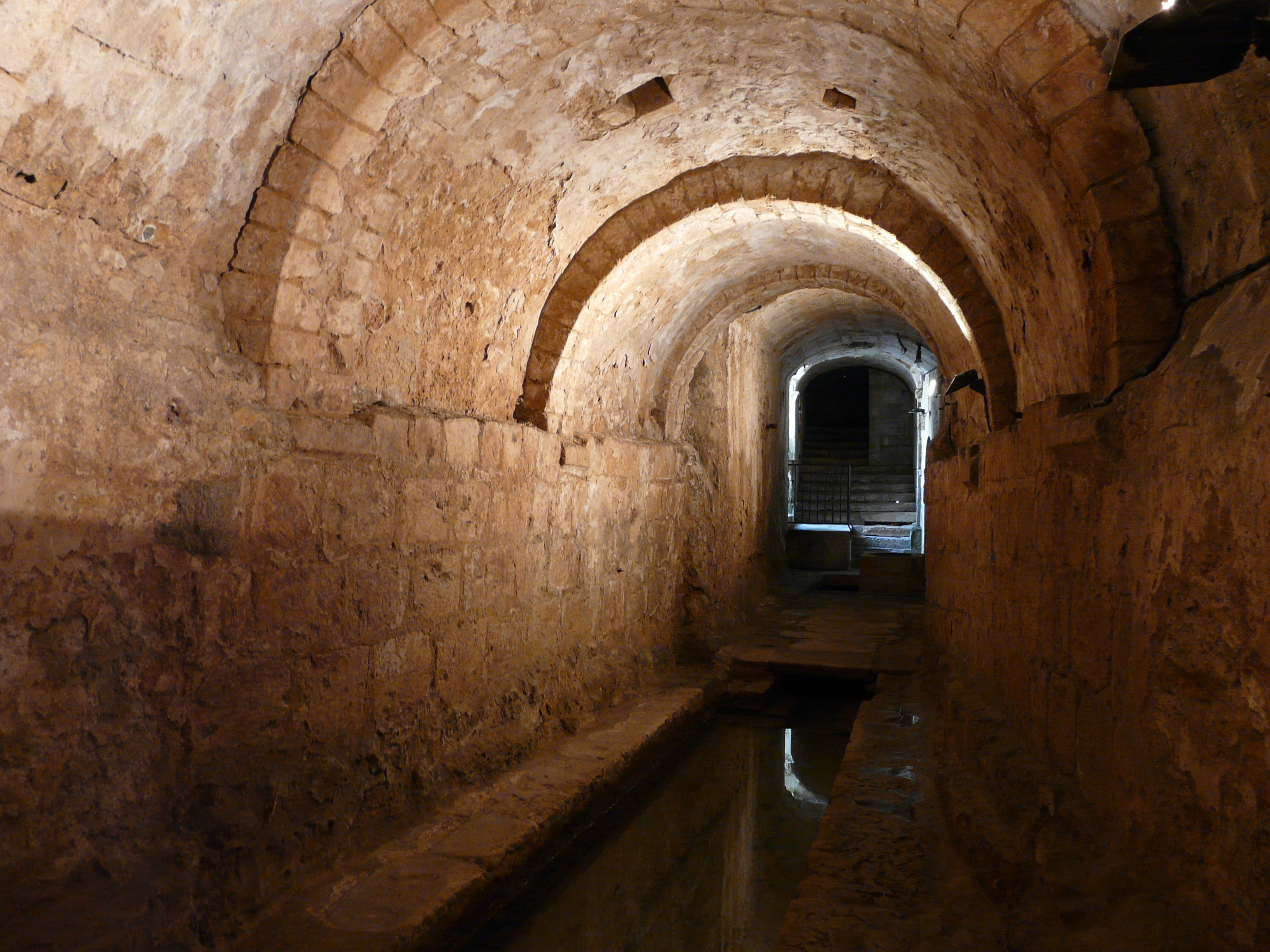
Unterirdische Quelle

- Am Kirchplatz stehen die ehemalige Poststation, ein Fachwerkhaus (maison à colombage) aus dem 17. Jahrhundert mit Ziegelsteinfüllung der Gefache, und eine langgestreckte, klassizistisch anmutende Markthalle (halle) aus dem 18. oder 19. Jahrhundert mit einer Reihe von Arkadenbögen.
- Unter dem Vorplatz der Kirchen wurde im 19. Jahrhundert eine unterirdische Quelle (Fontaine souterraine) mit einer mittelalterlichen Quelleinfassung und einem schönen romanischen Tonnengewölbe „wiederentdeckt“.
- In den ehemaligen Klostergebäuden ist ein Volkskundemuseum (Musée des Arts et Traditions Poitevines) untergebracht.
- Etwa 150 m nördlich der ehemaligen Abteikirche liegen die Ruinen der Burg (château) der Vizegrafen von Thouars. Der während der Hugenottenkriege zerstörte Bautenkomplex, aus welchem der ehemalige Torturm besonders hervorzuheben ist, ist seit dem Jahr 1929 als Monument historique eingestuft.[5]
- Im Nordwesten der Stadt steht die Chapelle St-Jérome, eine ehemalige kleine romanische Prioratskirche aus dem 12. Jahrhundert.
- Das in Privatbesitz befindliche Logis de Barroux (46° 49′ 47″ N, 0° 10′ 40″ W) ist ein in Teilen mittelalterlich anmutendes Landgut aus dem 16. und 17. Jahrhundert. Es wurde im Jahr 1984 als Monument historique anerkannt.[6]
- Im Süden von Airvault befinden sich die Chapelle de l’Aumônerie (12. Jahrhundert) und die Chapelle des trois Maries (15. Jahrhundert).
- Im Vorort Soulièvres steht ein hübsches Schlösschen im historisierenden Stil aus dem Jahr 1851.

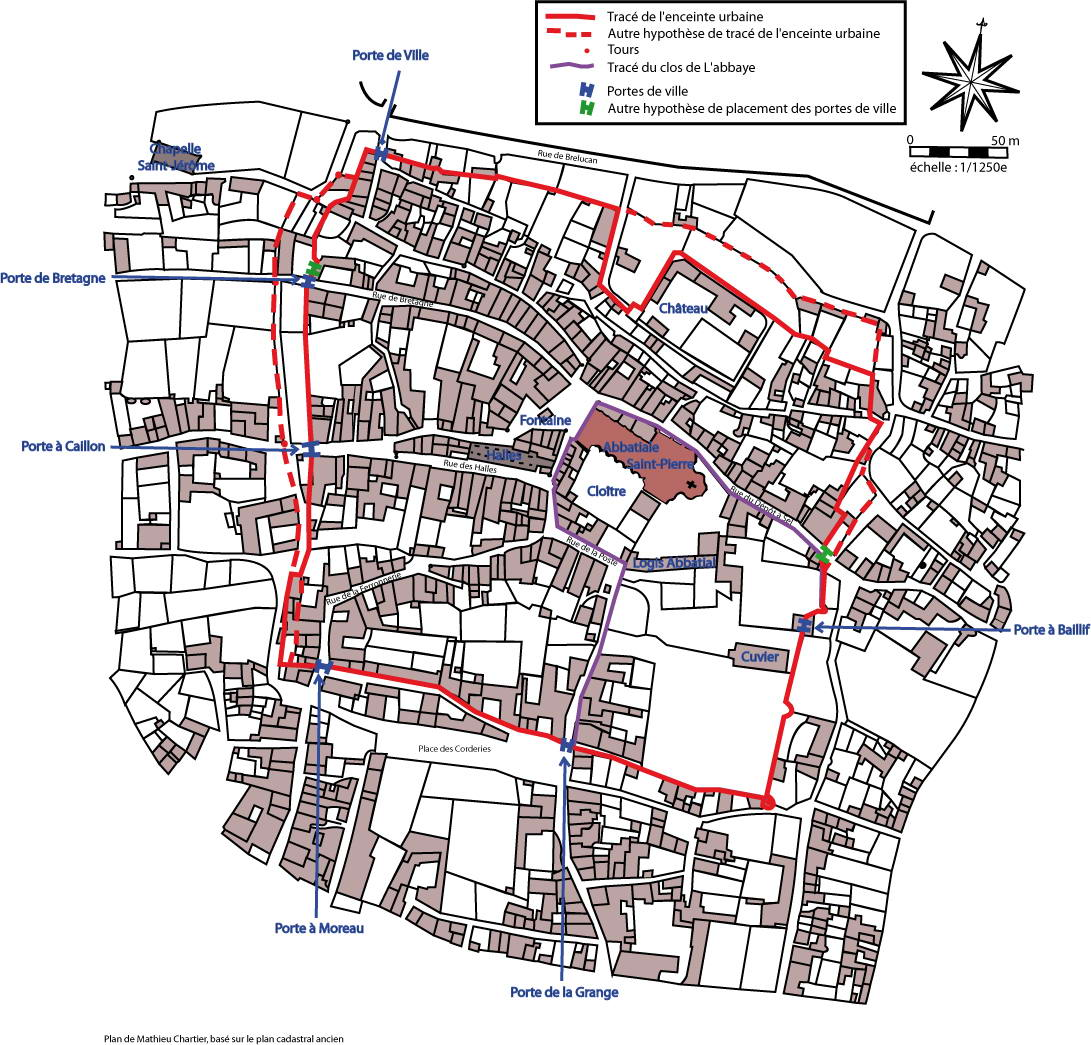
Stadtplan
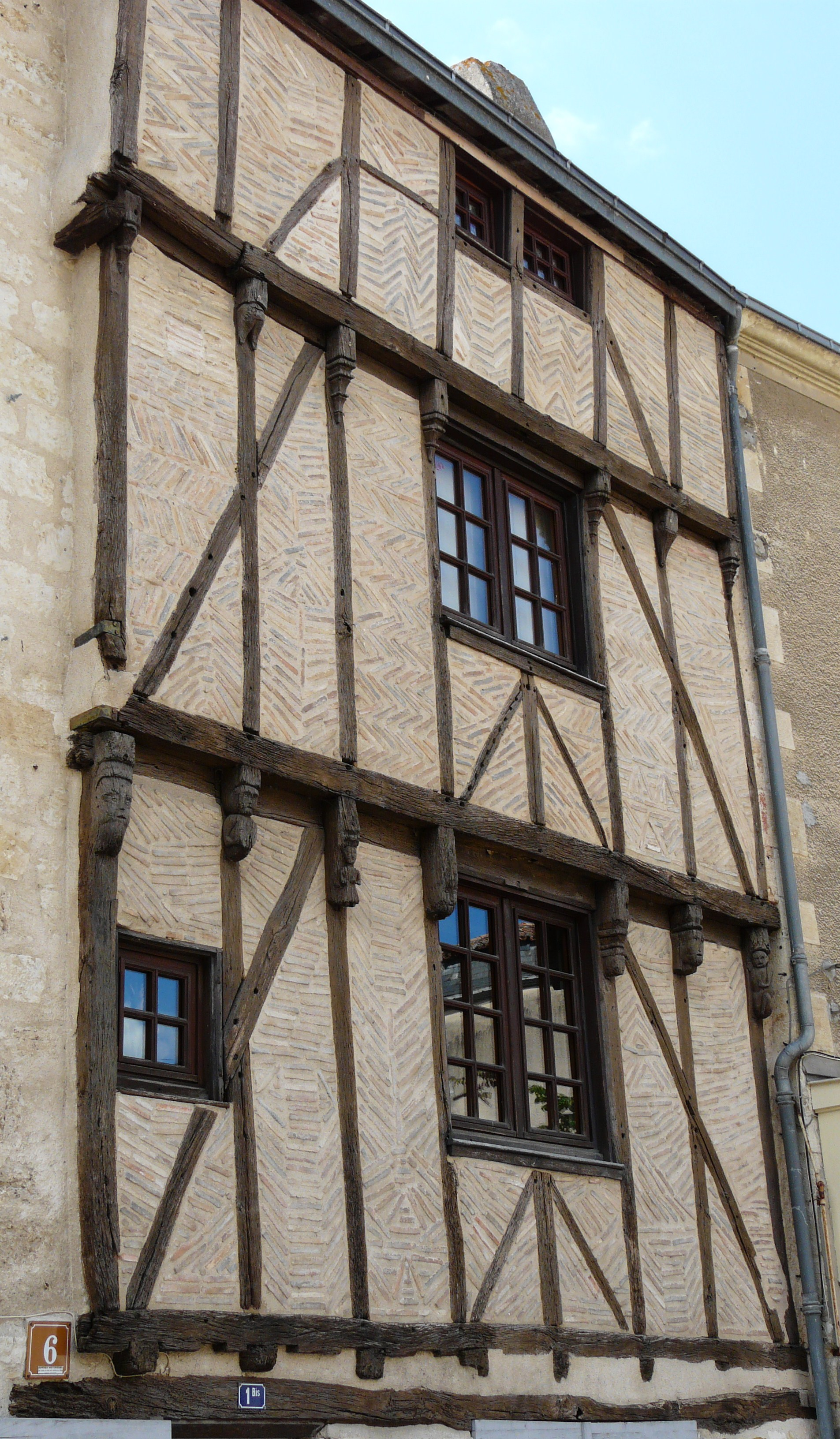
Fachwerkhaus
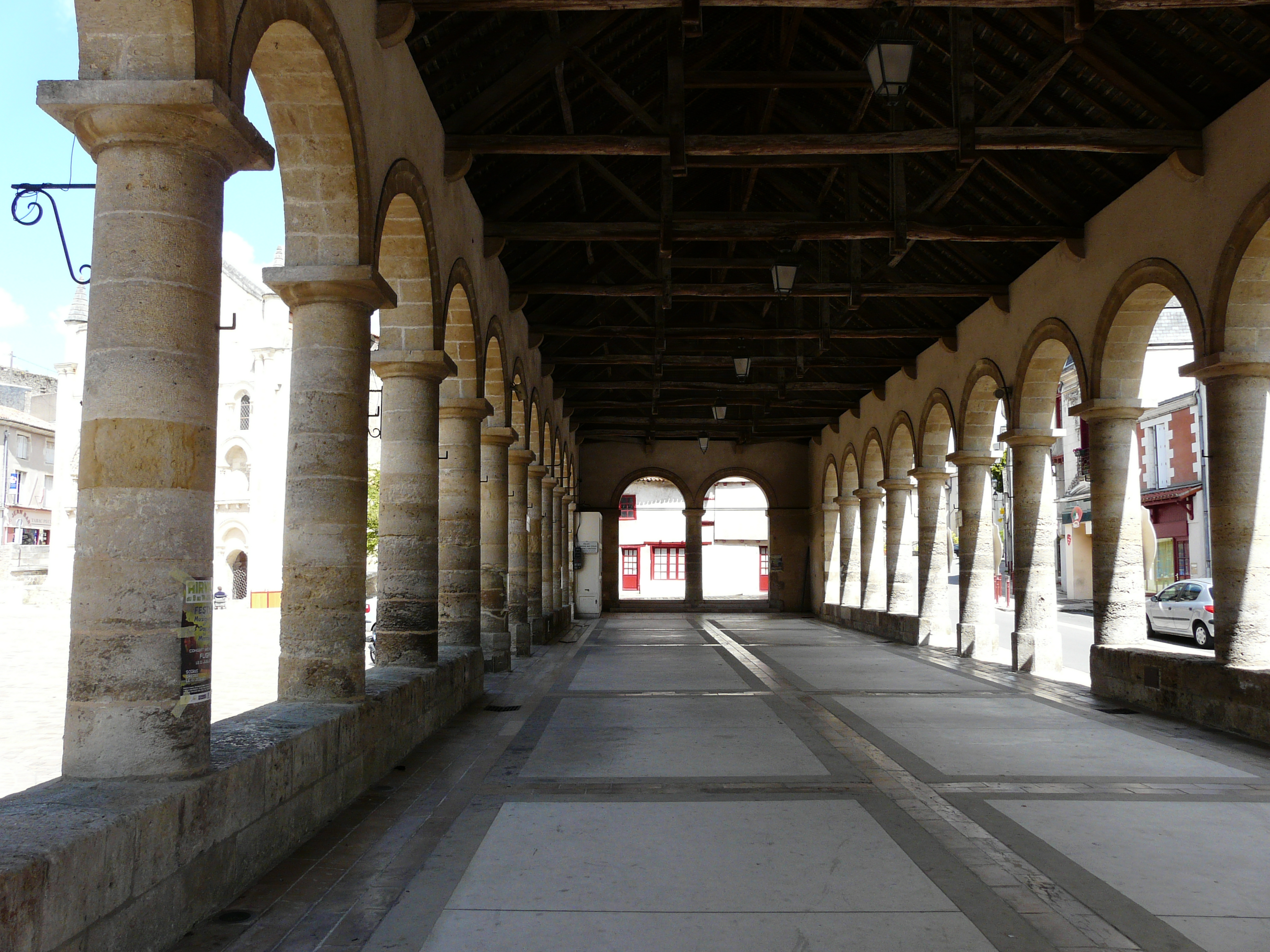
Markthalle
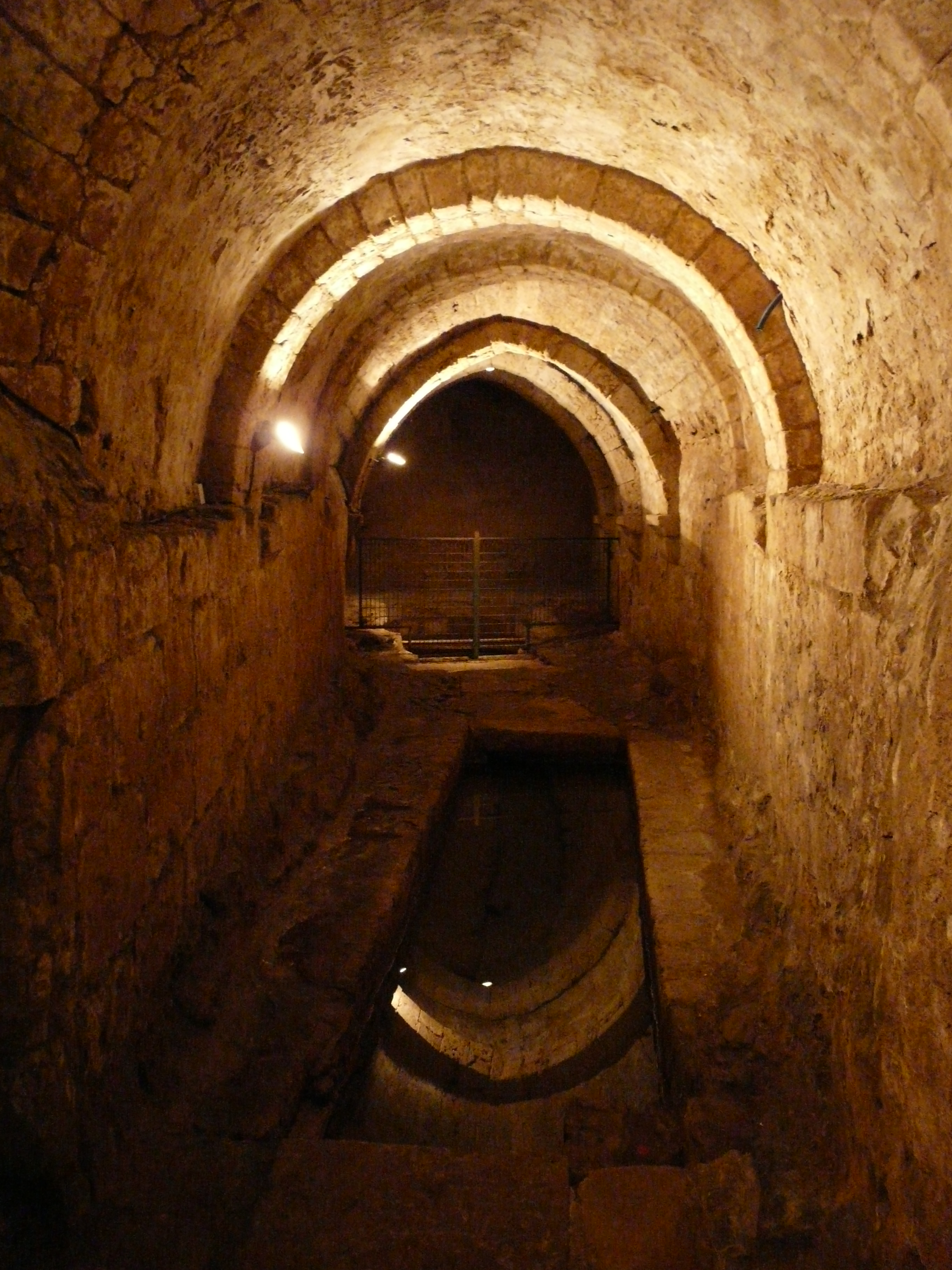
Unterirdische Quelle